# Aeroporto di Bristol
L'Aeroporto di Bristol (IATA: BRS, ICAO: EGGD) è un aeroporto situato vicino a Bristol e più precisamente a Lulsgate Bottom in Inghilterra.
L'aeroporto è base delle seguenti compagnie aeree:
- EasyJet
- Ryanair
- Thomson Airways
- Thomas Cook Airlines
- Viking Airlines